# EF Education–EasyPost
EF Education–EasyPost (UCI kód: EFE) je americký cyklistický UCI WorldTeam, účastnící se závodů UCI World Tour v silniční cyklistice. Založen byl v roce 2003 a od té doby nesl různé varianty názvů dle svých sponzorů. Největším úspěchem týmu na Grand Tour je celkové vítězství Rydera Hesjedala na Giro d'Italia 2012. V roce 2011 dosáhl Johan Vansummeren na Paříž–Roubaix na první vítězství týmu na monumentální klasice. Dalšími vítězi monumentu z tohoto týmu jsou Dan Martin, který zvítězil na Lutych–Bastogne–Lutych 2013 a na Giro di Lombardia 2014 a Alberto Bettiol, který vyhrál Kolem Flander 2019.

## Soupiska týmu
K 1. lednu 2024
- Andrey Amador (CRC) (* 29. srpna 1986)
- Markel Beloki (ESP) (* 27. července 2005)
- Alberto Bettiol (ITA) (* 29. října 1993)
- Stefan Bissegger (SUI) (* 13. září 1998)
- Richard Carapaz (ECU) (* 29. května 1993)
- Simon Carr (GBR) (* 29. srpna 1998)
- Hugh Carthy (GBR) (* 9. července 1994)
- Jefferson Alexander Cepeda (ECU) (* 16. června 1998)
- Esteban Chaves (COL) (* 17. ledna 1990)
- Rui Costa (POR) (* 5. října 1986)
- Stefan de Bod (RSA) (* 17. listopadu 1996)
- Owain Doull (GBR) (* 2. května 1993)
- Ben Healy (IRL) (* 11. září 2000)
- Mikkel Frølich Honoré (DEN) (* 21. ledna 1997)
- Lukas Nerurkar (GBR) (* 14. listopadu 2003)
- Andrea Piccolo (ITA) (* 23. března 2001)
- Neilson Powless (USA) (* 3. září 1996)
- Sean Quinn (USA) (* 10. května 2000)
- Darren Rafferty (IRL) (* 1. července 2003)
- Jack Rootkin-Gray (GBR) (* 5. listopadu 2002)
- Jonas Rutsch (GER) (* 24. ledna 1998)
- Archie Ryan (IRL) (* 16. listopadu 2001)
- James Shaw (GBR) (* 13. června 1996)
- Georg Steinhauser (GER) (* 21. října 2001)
- Harry Sweeny (AUS) (* 9. července 1998)
- Yuhi Todome (JPN) (* 18. června 2002)
- Rigoberto Urán (COL) (* 26. ledna 1987)
- Michael Valgren (DEN) (* 7. února 1992)
- Marijn van den Berg (NED) (* 19. července 1999)
- Jardi van der Lee (NED) (* 6. srpna 2001)